# Take Me Home Tonight
Take Me Home Tonight – piosenka rockowa Eddiego Moneya, wydana w 1986 roku jako singel promujący album Can't Hold Back. Gościnnie w piosence wzięła udział Ronnie Spector.

## Charakterystyka
W utworze podmiot liryczny próbuje przekonać dziewczynę, aby ta zabrała go do jej domu. Ta chwytliwa piosenka jest oparta na przeboju The Ronettes „Be My Baby” z 1963 roku, w którym śpiewała Ronnie Spector. Wokalistka gościnnie uczestniczyła w piosence Moneya. Pierwotnie muzyk miał zaśpiewać w duecie z Marthą Davis z The Motels. Money naciskał jednak, aby zaśpiewać ze Spector i osobiście nakłonił ją do udziału w nagraniu, argumentując, iż piosenka jest hołdem dla niej. Wokalistka zgodziła się, gdy dowiedziała się, że fragment tekstu jest bezpośrednim nawiązaniem do niej: Listen honey, just like Ronnie sang / Be my little baby. Zatem Money zaśpiewał pierwszą część refrenu, a druga – ze słowami Be my little baby / Oh, oh, oh – została zaśpiewana przez Spector i pochodziła z hitu The Ronettes.
Piosenka przedstawiła Ronnie Spector młodszej publiczności. Przyczynił się do tego często nadawany w MTV teledysk w reżyserii Nicka Morrisa. W kwestii udziału wokalistki w teledysku nastąpił impas, kiedy menedżer i partner Spector zniechęcał ją do uczestnictwa, argumentując to nieotrzymaniem należnej zapłaty. W tej sytuacji Morris ucharakteryzował własną żonę na Ronnie Spector, co przekonało wokalistkę do zagrania w teledysku.

## Odbiór
Steve Hochman z „Los Angeles Times” wyraził się krytycznie o piosence i zarzucił Moneyowi oddanie Spector niedźwiedziej przysługi.
Piosenka została nominowana w 1987 roku do nagrody Grammy w kategorii Best Male Rock Vocal Performance. Utwór zajął także pierwsze miejsce na liście Mainstream Rock.
| Lista             | Pozycja | Źródło |
| ----------------- | ------- | ------ |
| Holandia          | 43      | [ 6 ]  |
| Kanada            | 15      | [ 7 ]  |
| Niemcy            | 59      | [ 6 ]  |
| Stany Zjednoczone | 4       | [ 1 ]  |

## Wykorzystanie
Piosenkę samplowali m.in. raperzy: PNC w „Take Me Home” (2009), Chinx Drugz w „Tunnel Vision” (2010) i 38 Spesh w „Flour City 3” (2022). Utwór był również kilkukrotnie coverowany, m.in. przez Hinder (2007), Jamestown Story (2008), Every Avenue (2010) i Topmodelz (2010).